# 滇老鹳草
滇老鹳草（学名：Geranium kariense）是牻牛儿苗科老鹳草属的植物。分布于中国大陆的四川、云南等地，生长于海拔2,800米至3,200米的地区，常生长在山地灌丛以及草地，目前尚未由人工引种栽培。

## 别名
五裂老鹳草（云南植物志） 更里倒座草（横断山区维管植物）

## 异名
- Geranium limprichtii Lingelsh. et Borza